# Barça d'Helenio Herrera
Es coneix amb el nom del Barça d'Helenio Herrera o el Barça d'HH (com era conegut també Herrera) a l'equip de futbol del FC Barcelona que fou entrenat per Helenio Herrera durant el període 1958-1960.

## Resultats

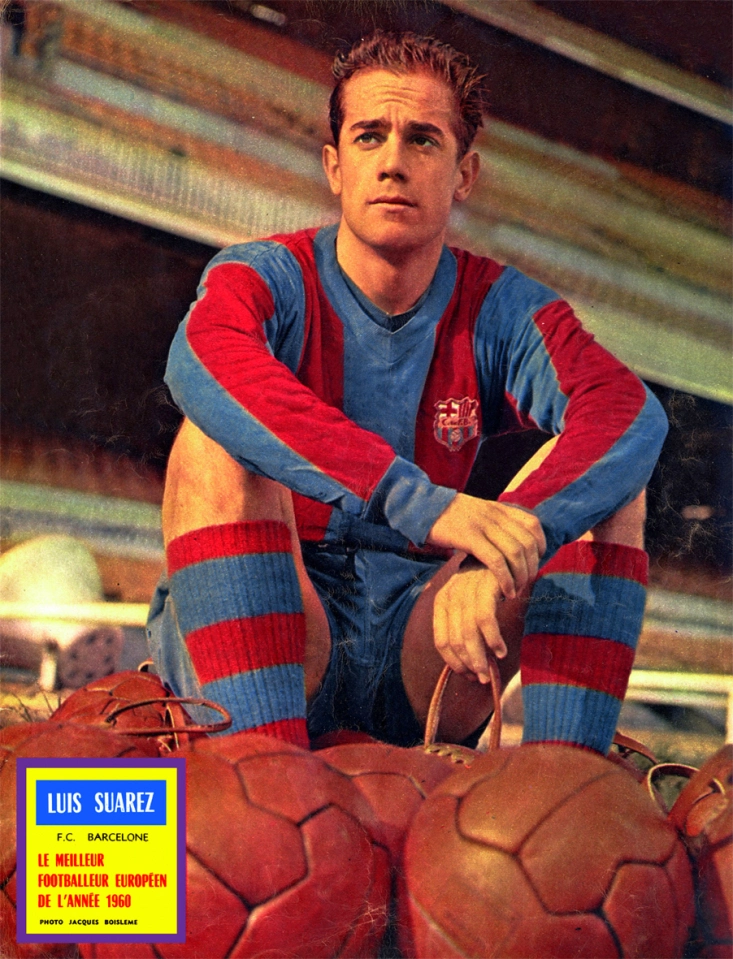
Luis Suàrez, el primer jugador del Barça en guanyar la Pilota d'Or

El 22 d'abril de 1958 fou presentat com a nou entrenador del FC Barcelona l'argentí Helenio Herrera. La seva arribada fou una revolució a l'hora d'entendre el futbol. Era un entrenador de forta personalitat. Molt recordades són algunes frases seves com guanyarem sense baixar de l'autocar o amb deu homes es juga millor que amb onze.
Herrera aconseguí confeccionar un potent equip que combinava jugadors fets a casa com Gensana, Gràcia, Vergés, Tejada, Olivella o Segarra, amb jugadors forans. D'aquests, els també hongaresos Sandor Kocsis i Zoltan Czibor s'afegiren a Kubala. A més s'incorporaren a l'equip els sud-americans Eulogio Martínez, Ramón Villaverde i Evaristo de Macedo.
Pocs dies després del fitxatge d'Helenio Herrera l'equip jugà el partit de tornada de la final de la primera Copa de Fires (després de dos anys i mig de competició) i s'imposà a la selecció de Londres per un clar 6-0. La següent temporada el Barça guanyà la lliga espanyola marcant un total de 96 gols en 30 partits, i a més guanyà la Copa en vèncer el Granada CF a la final per un contundent 4 a 1 amb gols d'Eulogio Martínez, Kocsis (2) i Tejada. Aquesta temporada es començà a disputar la segona edició de la Copa de Fires. El club vencé en els tres partits disputats, destacant un contundent 4 a 0 assolit enfront l'Inter de Milà.
La temporada 1959-1960, el Barça tornà a guanyar la Lliga, però aquest cop amb una pugna apassionant contra el Reial Madrid quedant tots dos clubs empatats a punts i guanyant en Barça per gol average. A la Copa fou eliminat per l'Athletic Club a quarts de final.
Pel que fa a les competicions europees el club participà tant a la Copa de Fires com a la Copa d'Europa. A la Copa de Fires es proclamà de nou campió en vèncer el Birmingham City FC a la final. A la Copa d'Europa hi debutà el 3 de setembre del 1959. Superà tres rondes, amb resultats històrics com un 0-2 i 5-1 a l'AC Milan i un 2-5 i 4-0 al Wolverhampton Wanderers, però fou eliminat a semifinals pel Reial Madrid.
La forta personalitat d'Herrera, i un enfrontament seu amb Ladislau Kubala, l'estrella de l'equip, forçaren la seva sortida del club. Amb ell marxà també Luis Suárez, també enfrontat a Kubala, i que el 1960 guanyaria la Pilota d'Or. Herrera i Suárez fitxaren per l'Inter de Milà, i és precisament en el club italià on ambdós es consagren, guanyant dues copes d'Europa en el que es considera el moment històric més important del club llombard.

## Jugadors
A continuació es llisten per demarcació els jugadors titulars a cadascuna de les temporades.
|                             |                               | Porter Ramallets                 |                          |                                   |
|                             | Defensa dret Olivella         | Defensa central Gràcia Rodri     | Defensa esquerre Segarra |                                   |
|                             | Mig dret Gensana Vergés       |                                  | Mig esquerre Luis Suárez |                                   |
| Extrem dret Basora Tejada   | Interior dret Evaristo Koksis | Davanter centre Eulogio Martínez | Interior esquerre Kubala | Extrem esquerre Czibor Villaverde |
| Entrenador: Helenio Herrera |                               |                                  |                          |                                   |

## Palmarès
- 2 Campionats de Lliga espanyola:
  - 1958-59, 1959-60
- 1 Copa del Rei:
  - 1959
- 2 Copes de Fires:
  - 1958, 1960